# Jean-Claude Ndoli
Jean-Claude Ndoli (ur. 7 października 1986 w Kibungo) – rwandyjski piłkarz grający na pozycji bramkarza. Od 2021 jest zawodnikiem klubu Gorilla FC.

## Kariera klubowa
Swoją karierę piłkarską Ndoli rozpoczął w klubie Police FC. W sezonie 2003 zadebiutował w jego barwach w pierwszej lidze rwandyjskiej. W latach 2006–2016 był zawodnikiem APR FC. Wywalczył z nim osiem mistrzostw Rwandy w sezonach 2006, 2008/2009, 2009/2010, 2010/2011, 2011/2012 2013/2014, 2014/2015 i 2015/2016, wicemistrzostwo w sezonie 2007/2008 oraz zdobył sześć Pucharów Rwandy w latach 2006, 2008, 2010, 2011, 2012 i 2014. W sezonie 2016/2017 grał w AS Kigali FC, w latach 2017-2019 w SC Kiyovu Sport, a w latach 2019-2021 w Musanze FC. W 2021 roku przeszedł do Gorilla FC.

## Kariera reprezentacyjna
W reprezentacji Rwandy Ndoli zadebiutował 4 września 2005 w przegranym 1:3 meczu eliminacji do MŚ 2008 z Zimbabwe, rozegranym w Harare. Od 2005 do 2014 rozegrał w kadrze narodowej 40 meczów.